# Marco Polo
Marco Polo (phát âm tiếng Anh: /ˈmɑrkoʊ ˈpoʊloʊ/ ⓘ; 1254 – 8 tháng 1, 1324) là một thương gia và nhà thám hiểm gốc Venezia (Ý). Trong số các nhà thám hiểm, ông, cùng cha (Niccolò) và chú (Maffeo)là một trong những người châu Âu đầu tiên đến Trung Quốc (nơi mà Marco Polo gọi là Katai) bằng Con đường tơ lụa cũng như đến thăm vị khả hãn Mông Cổ Hốt Tất Liệt. Những cuộc du hành của ông đã được ghi lại trong cuốn Il Milione (còn sách được biết với các tên Marco Polo du ký và Miêu tả thế giới). Hiện nay Marco Polo được nhiều người coi là một trong những du hành gia vĩ đại nhất, mặc dù rằng những người thời ông chỉ coi ông như một người biết kể chuyện dí dỏm tài tình, còn những câu chuyện của ông là những chuyện hoang đường, viễn tưởng. Cũng cần lưu ý rằng, một số đoạn trong những câu chuyện của ông và cùng với sự hiện diện của ông tại triều đình Trung Quốc đều không được nhắc tới trong sử sách Trung Hoa. Cũng vì thế mà nhiều người đã tỏ ý nghi ngờ về tính trung thực cho những chuyến du hành của ông (xem phần sau dưới đây).
Các cuộc du hành của Marco Polo cùng với gia đình ông đã kéo dài gần hai chục năm. Sau khi trở về, Marco Polo đã bị bắt trong trận thủy chiến trên biển xảy ra giữa Venezia và Genova. Bị giam trong tù, ông đã kể lại các chuyến du hành của mình cho người bạn cùng bị giam là Rustichello da Pisa, và sau đó hai người đã gộp các truyện vào cuốn Il Milione nói ở trên.

## Cuộc đời

### Từ lúc trẻ thời khi bị người Genoa bắt giữ
Thời gian và địa điểm chính xác khi Marco Polo ra đời vẫn chưa được biết, và các lý thuyết hiện tại hầu hết đều là phỏng đoán. Tuy nhiên, ngày tháng thường được dẫn ra nhất là trong khoảng năm 1254, và nói chung chấp nhận rằng Marco Polo sinh tại Cộng hoà Venice. Tuy nơi sinh chính xác không được biết, hầu hết những người viết tiểu sử đều coi Venice là quê hương của Marco Polo. Cha ông Niccolò là một nhà buôn thường buôn bán với Trung Đông, trở nên giàu có và có danh tiếng lớn. Niccolò và anh/em trai mình là Maffeo đã thực hiện một chuyến đi buôn, trước khi Marco ra đời. Năm 1260, Niccolò và Maffeo định cư tại Constantinopolis khi họ dự đoán có sự thay đổi chính trị; họ đã chuyển tài sản thành đồ quý và ra đi. Theo Các chuyến du hành của Marco Polo, họ đã đi qua hầu hết châu Á, và đã gặp gỡ Hốt Tất Liệt. Trong lúc đó, mẹ của Marco Polo mất, và ông được một người chú và thím nuôi dạy. Polo được giáo dục tốt, và đã học các môn về buôn bán gồm cả ngoại tệ, định giá, và chỉ huy tàu chở hàng, dù ông ít hay không học tiếng Latin.

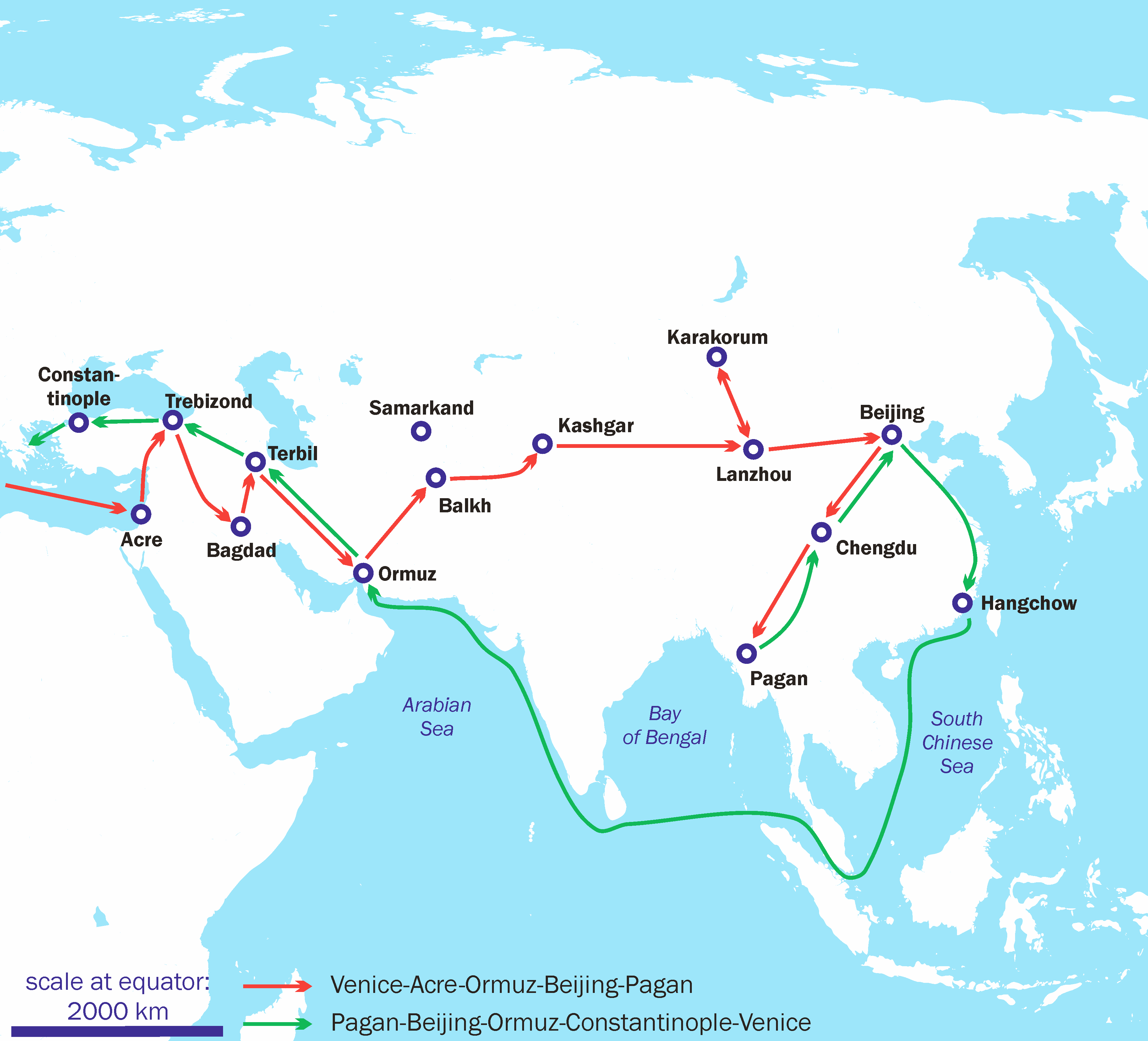
Bản đồ chuyến đi

Năm 1269, Niccolò và Maffeo quay trở lại Venice, lần đầu gặp Marco. Năm 1271, Marco Polo (khi ấy 17 tuổi), cha ông, và người chú đi tới châu Á trong một loạt các chuyến thám hiểm mà sau này được ghi lại trong cuốn sách của Marco. Họ quay trở lại Venice năm 1295, 24 năm sau, với nhiều tiền bạc và của cải. Họ đã đi qua tới 15.000 dặm (24.140 km).
Khi họ trở lại, Venice đang có chiến tranh với Genoa, và Marco Polo bị bắt làm tù binh. Ông bỏ vài tháng trong tù để đọc lại bản tường thuật chi tiết về các chuyến đi của mình cho người bạn tù, Rustichello da Pisa, người đã thêm vào cả những câu chuyện của mình cùng với những giai thoại và những câu chuyện đương thời khác từ Trung Quốc. Cuốn sách được gọi là Những chuyến du hành của Marco Polo, và kể lại các chuyến đi của Polos xuyên qua châu Á, khiến người châu Âu có được cái nhìn chi tiết đầu tiên về vùng Viễn Đông, gồm cả Trung Quốc, Ấn Độ và Nhật Bản. Marco Polo cuối cùng được thả vào tháng 8 năm 1299, và quay trở về nhà ở Venice, nơi cha và chú ông đã mua một ngôi nhà lớn ở quận trung tâm tên là contrada San Giovanni Crisostomo. Họ tiếp tục công việc và Marco nhanh chóng trở thành một nhà buôn giàu có. Polo tài trợ cho các chuyến thám hiểm khác, nhưng không bao giờ rời bỏ Venice một lần nữa. Năm 1300, ông cưới Donata Badoer, con gái của Vitale Badoer, một nhà buôn. Họ có ba con gái tên là Fantina, Bellela và Moreta.

### Cái chết

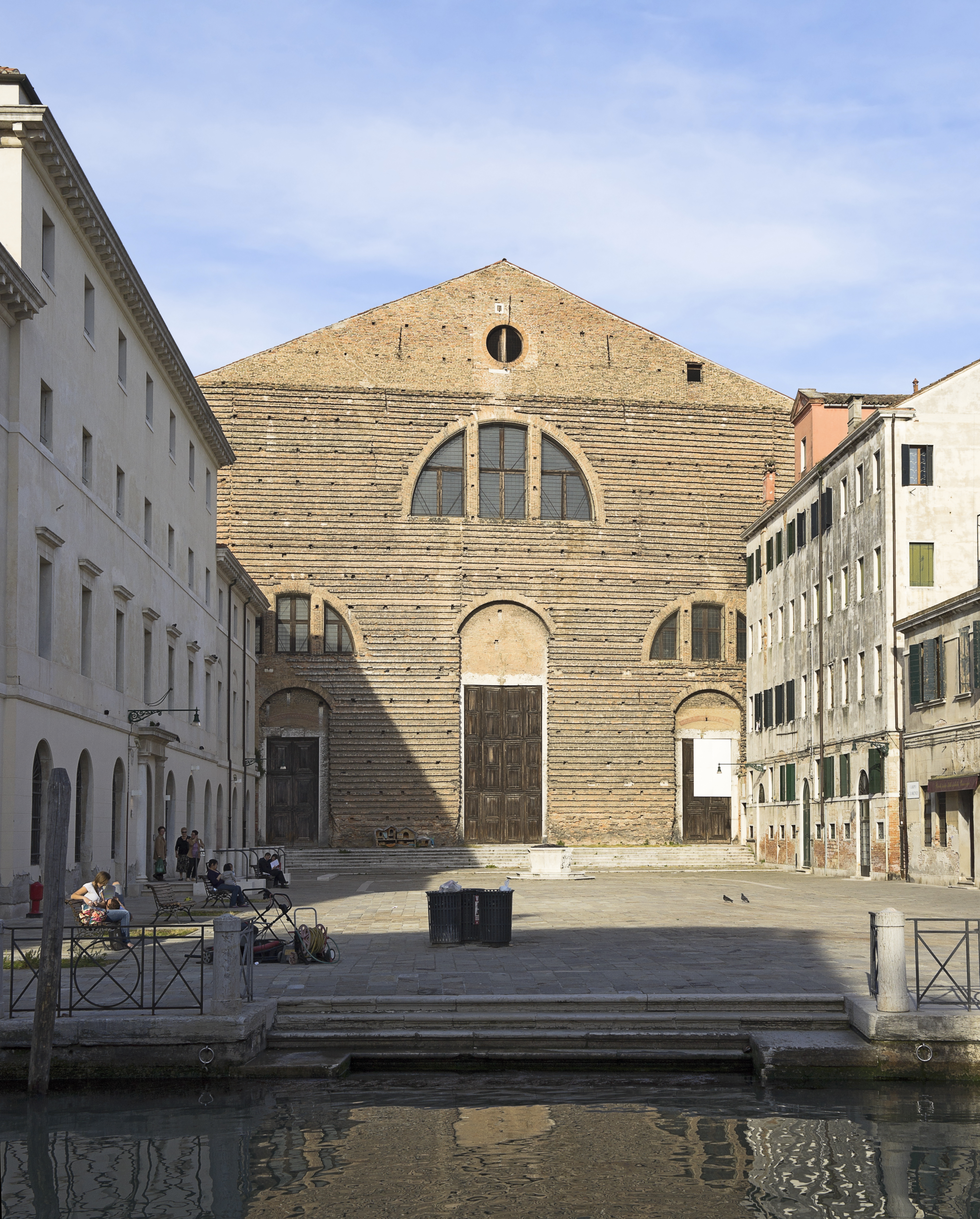
Nhà thờ San Lorenzo di Venezia tại sestiere Castello ở Venice, nơi Polo được chôn cất. Bức ảnh được chụp sau khi nhà thờ đã được xây dựng lại.

Năm 1323, Polo bị ốm liệt giường. Ngày 8 tháng 1 năm 1324, dù các thầy thuốc đã cố gắng điều trị, Polo đã hấp hối. Để viết và xác nhận ý muốn của ông, gia đình ông đã yêu cầu Giovanni Giustiniani, một thầy tu ở San Procolo. Vợ ông, Donata, và ba cô con gái được ông chỉ định làm người đồng thừa hành. Nhà thờ theo luật pháp được thừa hưởng một phần tài sản của ông; ông đồng ý điều này và muốn rằng thêm một khoản nữa sẽ được chi cho nhà tu San Lorenzo, nơi ông muốn được chôn cất. Ông cũng trả tự do cho một "nô lệ người Tartar "người có thể đã theo ông về từ châu Á.
Ông chia phần tài sản còn lại, gồm nhiều bất động sản, cho các cá nhân và các định chế tôn giáo, và mọi phường hội và hội nhóm ông tham gia. Ông cũng xoá bỏ nhiều khoản nợ gồm cả khoản 300 lire mà người chị/em dâu nợ ông, và những khoản khác cho nhà tu San Giovanni, San Paolo thuộc Hội những Người thuyết pháp, và một giáo sĩ tên là Friar Benvenuto. Ông ra lệnh trả 220 soldi cho Giovanni Giustiniani vì công việc làm công chứng viên và những lời cầu nguyện của ông. Chúc thư, không được ký bởi Polo, nhưng sau đó đã trở nên có tính pháp lý theo quy định "signum manus" liên quan, theo đó người để lại di chúc chỉ cần chạm vào văn bản để nó trở thành có hiệu lực pháp luật, được đề ngày 9 tháng 1 năm 1324. Vì luật của Venice nói rằng ngày chấm dứt khi hoàng hôn, ngày mất chính xác của Marco Polo không thể được xác định, nhưng nó trong khoảng giữa hai buổi hoàng hôn ngày 8 và 9 tháng 1 năm 1324.

## Marco Polo du ký

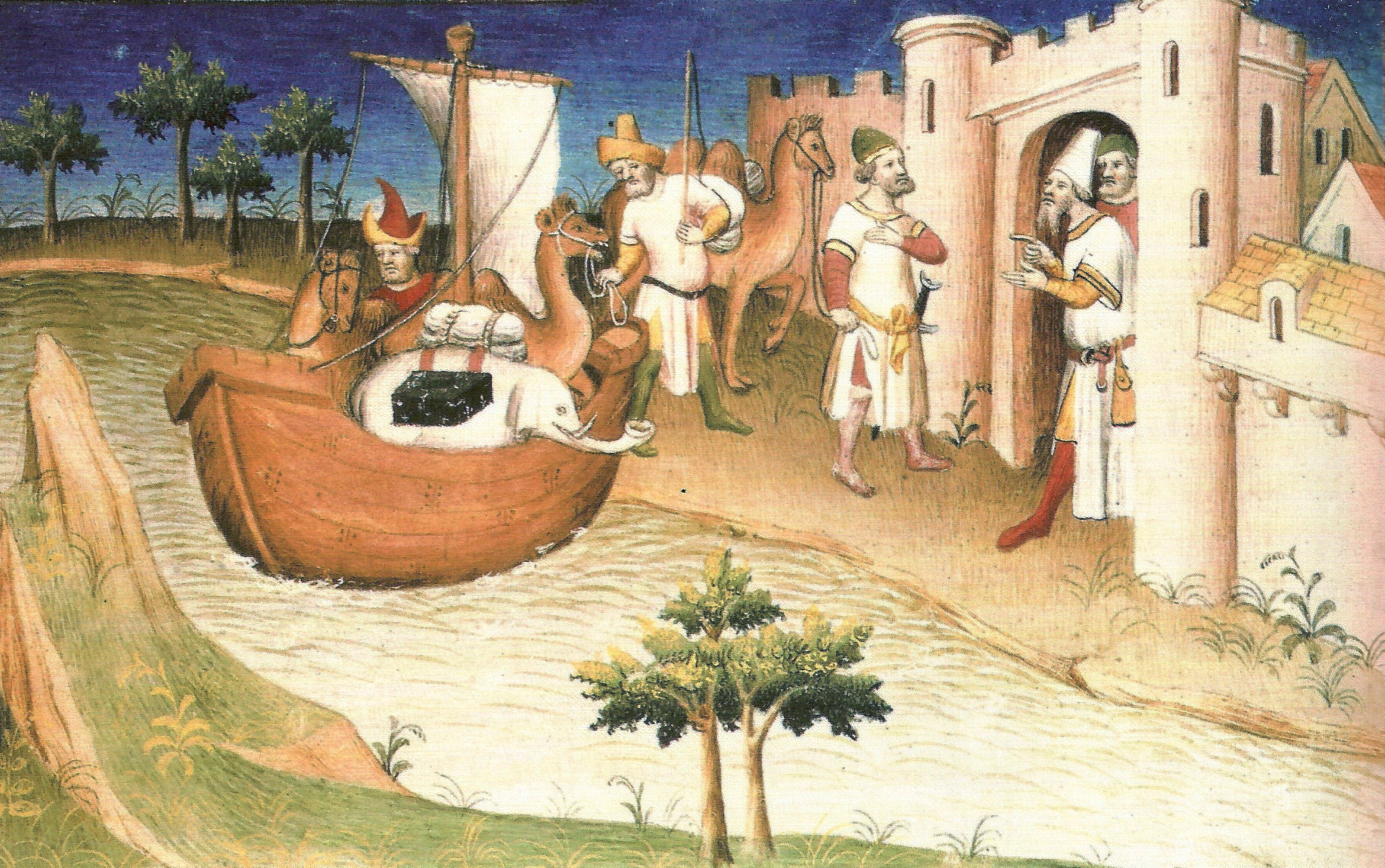
Một bức Tiểu hoạ từ Il Milione.

Một phiên bản chuẩn xác của cuốn sách của Marco Polo không tồn tại, và những văn bản chép tay thời kỳ đầu khác biệt. Các phiên bản được xuất bản của cuốn sách của ông hoặc dựa trên các bản chép tay riêng lẻ, hoặc trộn lẫn giữa nhiều bản hay thêm các ghi chú để chú giải, ví dụ, bản dịch tiếng Anh của Henry Yule. Một phiên bản dịch tiếng Anh khác của A.C. Moule và Paul Pelliot, được xuất bản năm 1938, dựa trên bản chép tay tiếng Latin được tìm thấy trong thư viện tại Thánh đường Toledo năm 1932, và dài hơn 50% so với các bản khác. Xấp xỉ 150 biến thể trong nhiều ngôn ngữ được biết có tồn tại, và vì thời ấy chưa có kỹ thuật in ấn nhiều lỗi đã phát sinh trong quá trình sao chép và biên dịch, dẫn tới nhiều sự không nhất quán.

### Các câu chuyện

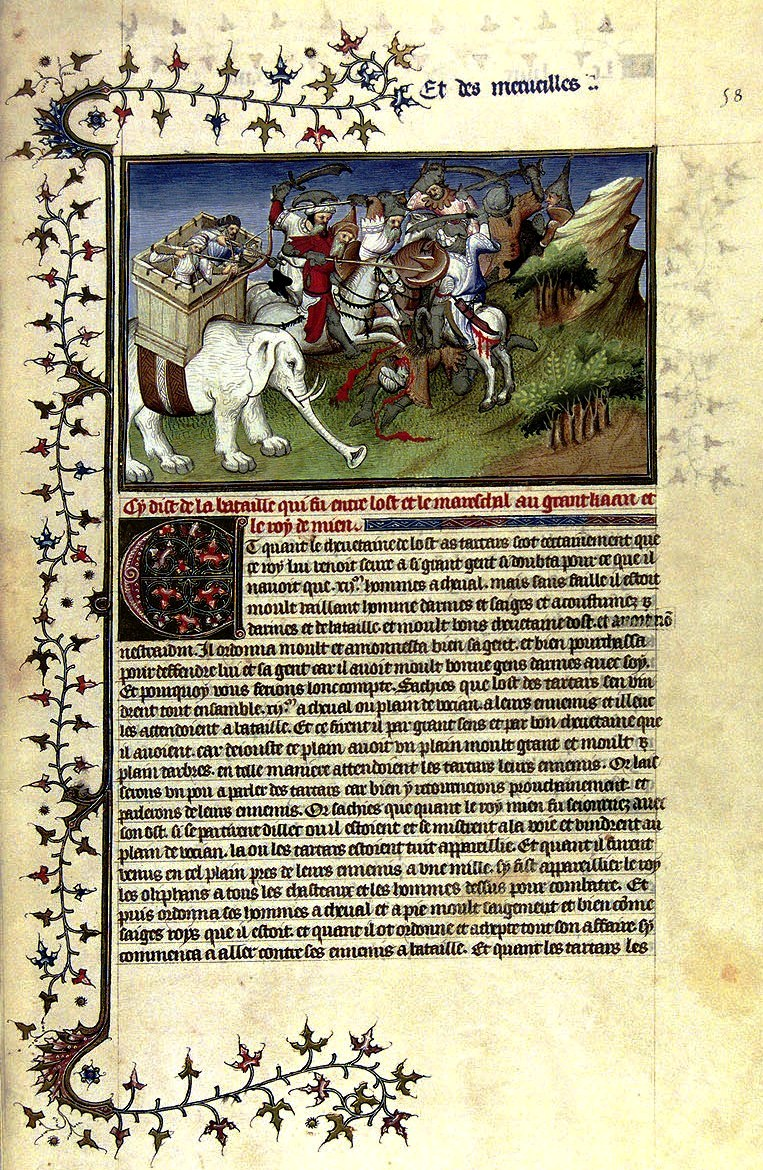
Một trang trong Il Milione, ban đầu được xuất bản trong thời Polo.

Cuốn sách bắt đầu với một lời nói đầu về chuyến đi của cha và chú ông tới Bolghar nơi Hoàng tử Berke Khan sống. Một năm sau, họ tới Ukek  và tiếp tục đi đến Bukhara. Tại đây, một phái viên từ Cận Đông đã mời họ tới gặp Hốt Tất Liệt, người chưa từng gặp gỡ người châu Âu. Năm 1266, họ tới triều đình của Hốt Tất Liệt tại Đại Đô (Khanbaliq), hiện là Bắc Kinh, Trung Quốc. Vị Hãn đã đón tiếp hai anh em với lòng mến khách và hỏi họ nhiều câu về hệ thống pháp lý và chính trị châu Âu. Hốt Tất Liệt cũng hỏi về Giáo hoàng và Nhà thờ tại Roma. Sau khi hai anh em trả lời các câu hỏi Hốt Tất Liệt yêu cầu họ mang một bức thư tới Giáo hoàng, yêu cầu 100 tín đồ Thiên chúa giáo thông thạo Bảy môn Nghệ thuật (văn phạm, tu từ, logic, hình học, số học, âm nhạc và thiên văn học). Hốt Tất Liệt yêu cầu một phái viên mang về cho ông dầu trong ngọn đèn ở Jerusalem. Khoảng thời gian trống dài giữa cái chết của Giáo hoàng Clement IV vào năm 1268 và cuộc bầu cử người kế nhiệm ông đã khiến hai anh em nhà Polo phải đợi chờ lâu khi thực hiện ý nguyện của vị Đại Hãn. Họ theo lời khuyên của Theobald Visconti, khi ấy là Giám mục đại diện Giáo hoàng tại vương quốc Ai Cập, và quay trở lại Venice năm 1269 hay 1270 để đợi việc tuyên bố Giáo hoàng mới, điều này giúp Marco lần đầu tiên được thấy mặt cha mình, khi ông mười lăm hay mười sáu tuổi.

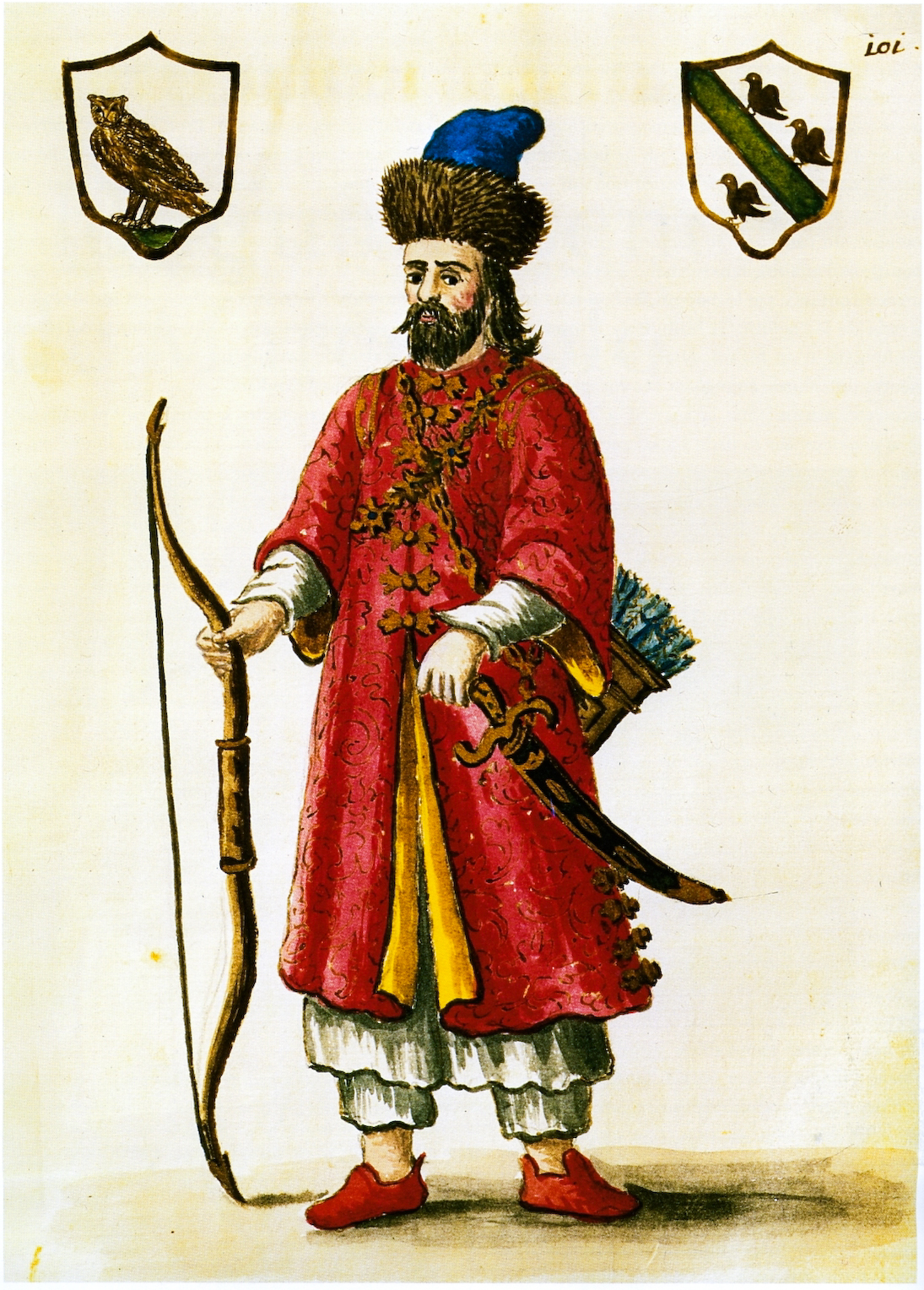
Polo trong trang phục của người Mông Cổ.

Năm 1271, Niccolò, Maffeo và Marco Polo thực hiện chuyến đi của mình để thực hiện ý nguyện của Hốt Tất Liệt. Họ đi thuyền tới Acre, và sau đó cưỡi lạc đà tới cảng Hormuz của Ba Tư. Họ muốn đi thuyền tới Trung Quốc, nhưng những con tàu ở đó không đủ chất lượng để đi biển, vì thế họ tiếp tục đi đường bộ cho tới cung điện mùa hè của vị Hãn tại Thượng Đô (Shangdu/Xanadu), gần Trương Gia Khẩu ngày nay. Ba năm rưỡi sau khi rời Venice, khi Marco khoảng 21 tuổi, Hốt Tất Liệt đón họ tại lâu đài của ông. Ngày chính xác khi họ tới nơi không được biết, nhưng các học giả ước tính nó trong khoảng giữa năm 1271 và 1275. Khi tới triều đình Mông Cổ, ba thành viên nhà Polos đã đệ trình dầu thánh mang về từ Jerusalem và các bức thư của Giáo hoàng bảo trợ cho họ.
Marco biết bốn ngôn ngữ, và gia đình ông đã có được nhiều hiểu biết và kinh nghiệm có ích lợi cho vị Hãn. Có lẽ ông đã trở thành một vị quan trong triều; ông đã viết về nhiều chuyết đi thăm với tư cách đại diện triều đình tới các tỉnh miền nam và miền đông Trung Quốc, vùng phía nam xa xôi và cả Miến Điện.
Hốt Tất Liệt không đồng ý thỉnh cầu của nhà Polo rời khỏi Trung Quốc. Họ trở nên lo lắng về khả năng trở về của mình, tin rằng nếu vị Hãn qua đời, các kẻ thù của ông sẽ quay sang chống họ bởi họ là những người thân cận của ông. Năm 1292, cháu của Hốt Tất Liệt, khi ấy là vua cai trị Ba Tư, gửi các đại diện tới Trung Quốc để cầu hôn, và họ yêu cầu gia đình Polo tháp tùng cô dâu, vì thế họ được phép quay trở lại Ba Tư với phái đoàn đưa dâu – xuất phát cùng năm ấy từ Tuyền Châu (Zaitun) ở miền Nam Trung Quốc với một hạm đội 14 thuyền mành. Phái đoàn đi tới cảng Singapore, tiếp tục hướng về phía nam tới Sumatra và đi quanh mũi cực nam Ấn Độ, cuối cùng, vượt qua Biển Ả Rập tới Hormuz. Chuyến đi kéo dài hai năm rất nguy hiểm – trong số 600 người (không gồm thủy thủ đoàn) trong phái đoàn chỉ 18 người còn sống (gồm cả ba thành viên gia đình Polo). Nhà Polo rời phái đoàn kết hôn sau khi tới Hormuz và đi theo đường bộ tới cảng Trebizond trên Biển Đen, Trabzon ngày nay.

## Di sản

### Tiếp tục thám hiểm

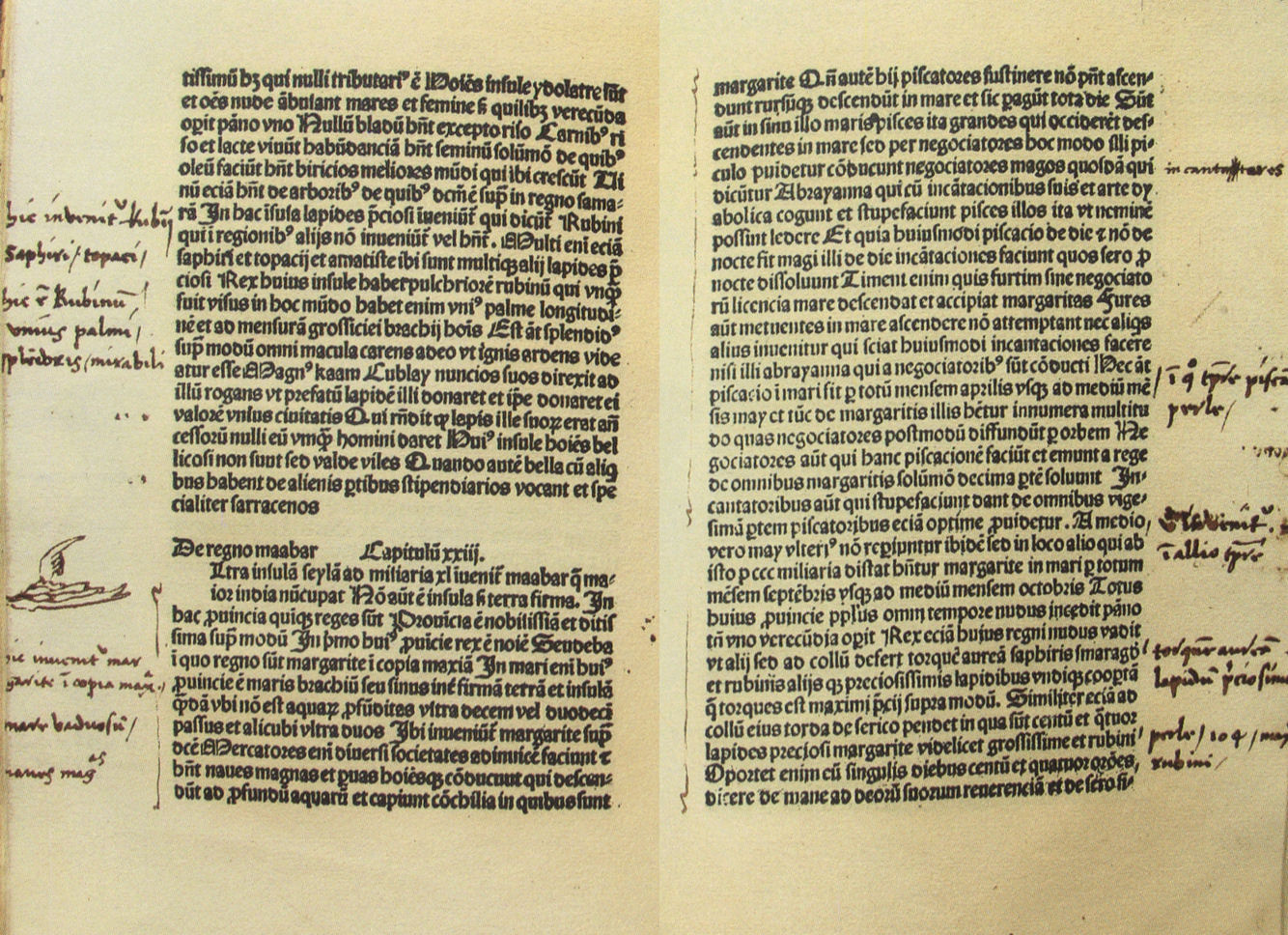
Bản ghi chú viết tay của Christopher Columbus trong một phiên bản tiếng Latinh cuốn sách của Polo.

Những nhà thám hiểm người châu Âu ít được biết đến hơn khác cũng đã đi tới Trung Quốc, như Giovanni da Pian del Carpine, nhưng cuốn sách của Polo là lần đầu tiên khiến chuyến đi của họ được biết tới rộng rãi. Christopher Columbus đã có cảm hứng từ ghi chép của Polo về chuyến đi của ông tới Viễn Đông để chính mình đi biển tới những miền đất đó; một bản copy cuốn sách luôn ở trong hành trang của ông, với những lời chú giải viết tay. Bento de Góis, có cảm hứng từ cuốn sách của Polo về một vương quốc Thiên chúa giáo ở phía đông, đã đi hơn bốn ngàn dặm trong ba năm xuyên qua Trung Á. Ông không bao giờ tìm thấy vương quốc này, nhưng đã kết thúc chuyến đi của mình tại Vạn lý trường thành năm 1605, chứng minh rằng "Cathay" là cái mà Matteo Ricci (1552-1610) gọi là "China" (Trung Quốc).

### Tưởng niệm
Cừu Marco Polo, một phụ loài của cừu, được đặt theo tên nhà thám hiểm, người đã miêu tả nó khi ông đi qua Pamir (Núi Imeon cổ) năm 1271. Năm 1851, một thuyền cao tốc ba buồm được chế tạo ở Saint John, New Brunswick cũng lấy tên ông; the Marco Polo là chiếc tàu đầu tiên đi quanh thế giới trong sáu tháng. Sân bay tại Venezia được đặt tên là Sân bay Marco Polo Venice, và Chương trình khách hàng thường xuyên của hãng Cathay Pacific tại Hồng Kông cũng được gọi là "Marco Polo Club". Quyển Marco Polo du ký đã được tiểu thuyết hoá trong Messer Marco Polo của Brian Oswald Donn-Byrne và tiểu thuyết năm 1984 của Gary Jennings The Journeyer. Polo cũng xuất hiện với tư cách một nhân vật chính trong tiểu thuyết của Italo Calvino Invisible Cities. Loạt phim truyền hình năm 1982, Marco Polo, được đạo diễn bởi Giuliano Montaldo và thể hiện các chuyến đi của Polo, đã giành hai Giải Emmy và còn được đề cử sáu giải khác. Marco Polo cũng xuất hiện như một Nhà Đại Thám hiểm trong tưa game chiến lược năm 2008 Civilization Revolution.

### Bản đồ học

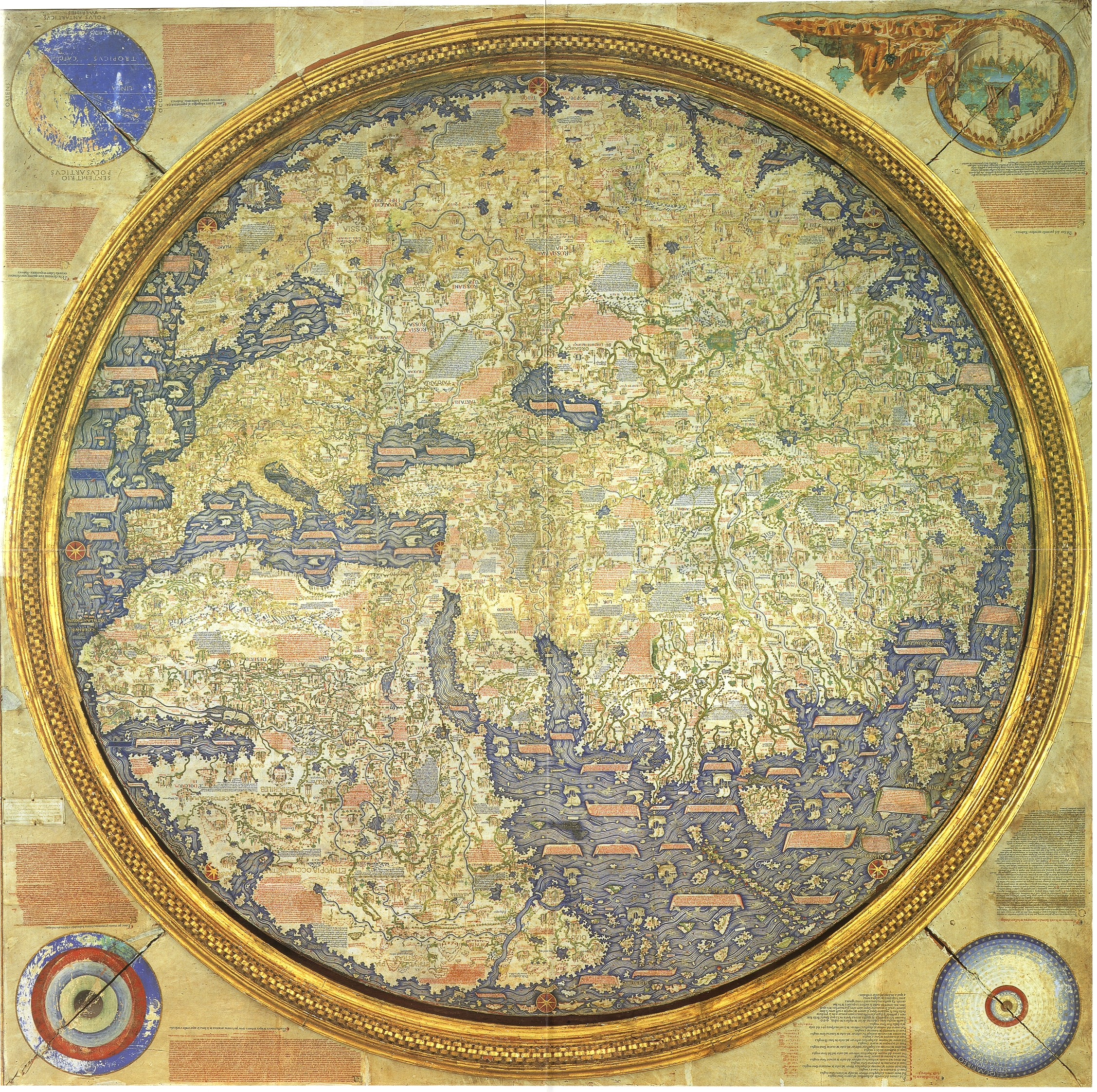
Bản đồ Fra Mauro được xuất bản vào khoảng năm 1450 bởi tu sĩ Venezia Fra Mauro.

### Lịch sử
- Dự án Gutenberg Những chuyến du hành của Marco Polo — Quyển 1 của Marco Polo và Rustichello của Pisa [29] và Quyển 2 [30]
- Con đường tơ lụa, mà Marco Polo đã đi qua.
- Niên biểu thám hiểm châu Á của người châu Âu
- Đầu những năm 1990 hai người bạn (Denis Belliveau và Francis O’Donnell), đã đưa ra ý tưởng thực hiện chuyến đi theo dấu chuyến đi của Marco Polo từ Venice, tới Trung Quốc bằng đường bộ và đường biển.[31]

### Hư cấu lịch sử
- Loạt phim truyền hình năm 2007, Marco Polo, với diễn viên Brian Dennehy đóng vai Hốt Tất Liệt, và Ian Somerhalder vai Marco, thể hiện Marco Polo bị bỏ lại một mình ở Trung Quốc khi cha và chú ông quay trở lại Venice, họ gặp lại ông sau nhiều năm.[32]
- Loạt phim năm 1982, với diễn viên Ken Marshall và Ruocheng Ying, và mất hơn một năm để thực hiện, dường như chi tiết và chính xác hơn về mặt lịch sử.[33]

## Ý nghĩa lịch sử
Mặc dù rằng Marco Polo và gia đình của ông không phải là những người châu Âu đầu tiên đã tới được Trung Quốc bằng đường bộ (trước đó đã có Giovanni da Pian del Carpini), song nhờ cuốn sách của ông mà cuộc hành trình này đã trở nên quen thuộc rộng rãi, và là cuộc hành trình đầu tiên đến Viễn Đông đã được ghi thành tài liệu chi tiết.
Huyền thoại cũng kể rằng Marco Polo đã mang về cho nước Ý nhiều sản phẩm mới, ví dụ như kem ăn, piñata và mì sợi, trong đó có spaghetti. Mặc dù vậy, giá trị của những tin tức này rất đáng ngờ, bởi lẽ có những điều chứng tỏ rằng mì sợi tại Ý đã được biết đến từ thời Cổ đại (Cổ đại - được coi là từ năm 5000-4000 TCN tới năm 476, năm lật đổ Hoàng đế La Mã cuối cùng).
Tên tuổi của Marco Polo đã được đặt cho phi trường tại Venezia và cho một loạt các vệ tinh truyền hình.